# دیوید گریگوری (بازیکن فوتبال، زاده ۱۹۵۱)
دیوید گریگوری (انگلیسی: David Gregory؛ زادهٔ ۶ اکتبر ۱۹۵۱) بازیکن فوتبال اهل بریتانیا است.
از باشگاه‌هایی که در آن بازی کرده‌است می‌توان به باشگاه فوتبال استوک سیتی، باشگاه فوتبال پیتربورو یونایتد، باشگاه فوتبال پورتسموث، باشگاه فوتبال بلکبرن روورز، باشگاه فوتبال بری، و باشگاه فوتبال ورکسام اشاره کرد.